# Montjoie-Saint-Martin
Pour les articles homonymes, voir Montjoi.
Montjoie-Saint-Martin est une commune française, située dans le département de la Manche en région Normandie, peuplée de 250 habitants.
Elle fait partie des villages labellisés Village patrimoine, qui œuvrent à mettre en avant leurs patrimoines matériels et/ou immatériels (historique, culturel, naturel, architectural, etc.).

## Géographie
La commune est au sud de l'Avranchin, en limite du Coglais. Son bourg est à 3 km à l'est de Saint-James, à 11 km au sud de Ducey, à 15 km au nord-ouest de Louvigné-du-Désert et à 17 km à l'ouest de Saint-Hilaire-du-Harcouët.
Le point culminant (188 m) se situe au nord-est, à la chapelle Saint-Denis. Le point le plus bas (75 m) correspond à la sortie du Beuvron du territoire, à l'ouest.
| Saint-Senier-de-Beuvron | Saint-Aubin-de-Terregatte  | Saint-Aubin-de-Terregatte                       |
| Saint-James             | Montjoie-Saint-Martin      | Saint-Georges-de-Reintembault (Ille-et-Vilaine) |
| Saint-James             | Le Ferré (Ille-et-Vilaine) | Saint-Georges-de-Reintembault (Ille-et-Vilaine) |

### Hydrographie
La commune est située dans le bassin Seine-Normandie. Elle est drainée par le Beuvron, le cours d'eau 01 de la commune de Montjoie-Saint-Martin, le fossé 01 de la Béchetière, le fossé 01 du Buisson Giret, le fossé 17 des Vallées et le ruisseau de Saint-Aubin-de-Terregatte,,.
Le Beuvron, d'une longueur de 31 km, prend sa source dans la commune de Parigné et se jette  dans la Sélune à Ducey-Les Chéris, après avoir traversé onze communes. Les caractéristiques hydrologiques du Beuvron sont données par la station hydrologique située sur la commune de Saint-James. Le débit moyen mensuel est de 0,884 m3/s. Le débit moyen journalier maximum est de 11,4 m3/s, atteint lors de la crue du 12 juin 2018. Le débit instantané maximal est quant à lui de 15,1 m3/s, atteint le même jour.

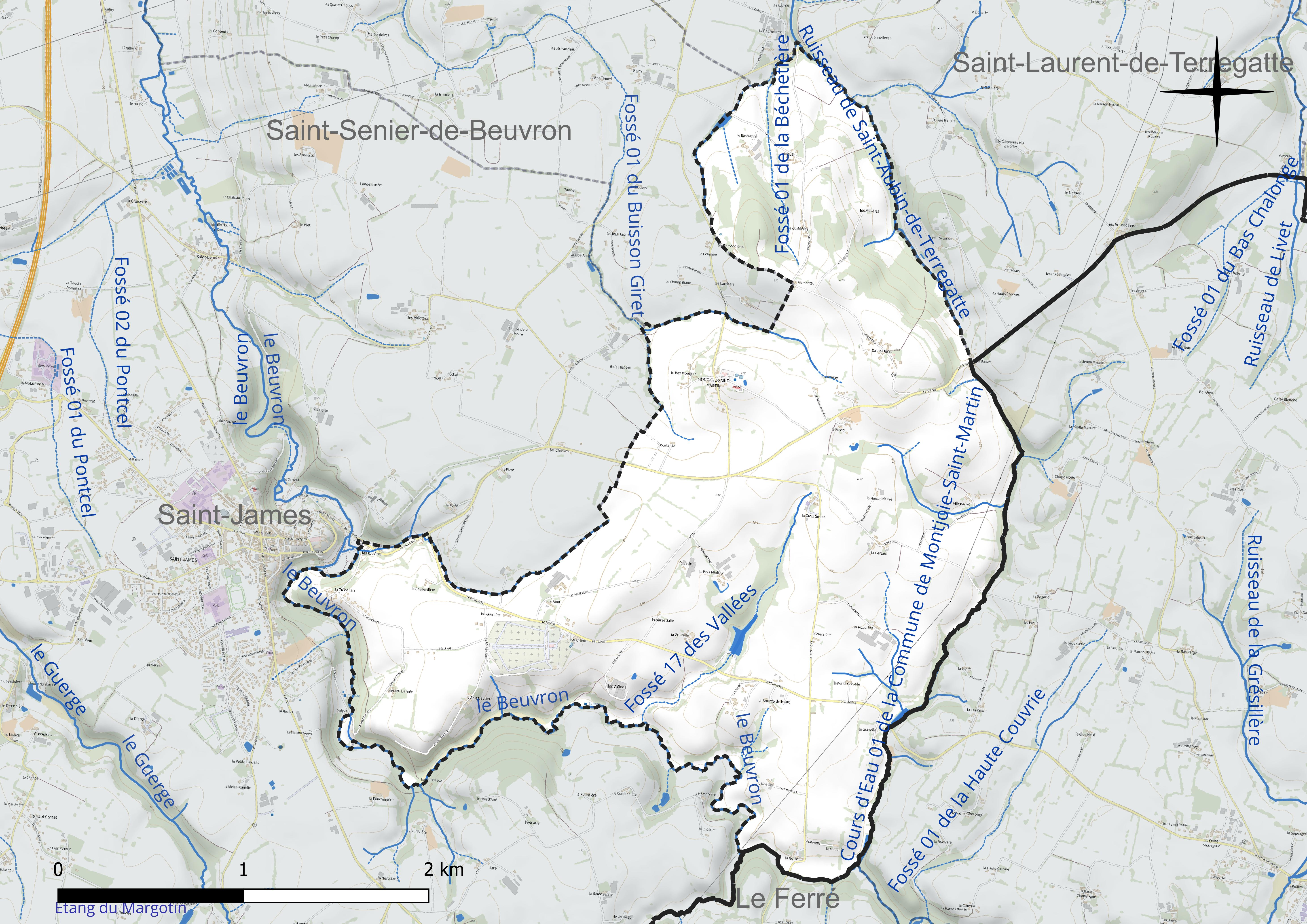
Réseau hydrographique de Montjoie-Saint-Martin.

Un plan d'eau complète le réseau hydrographique : l'étang des Goutelles (1 ha),.

### Climat
Pour des articles plus généraux, voir Climat de la Normandie et Climat de la Manche.
En 2010, le climat de la commune est de type climat océanique franc, selon une étude du CNRS s'appuyant sur une série de données couvrant la période 1971-2000. En 2020, Météo-France publie une typologie des climats de la France métropolitaine dans laquelle la commune est exposée à un climat océanique et est dans la région climatique  Bretagne orientale et méridionale, Pays nantais, Vendée, caractérisée par une faible pluviométrie en été et une bonne insolation.
Pour la période 1971-2000, la température annuelle moyenne est de 10,8 °C, avec une amplitude thermique annuelle de 12,9 °C. Le cumul annuel moyen de précipitations est de 981 mm, avec 14,5 jours de précipitations en janvier et 9 jours en juillet. Pour la période 1991-2020, la température moyenne annuelle observée sur la station météorologique la plus proche, située sur la commune de Pontorson à 16 km à vol d'oiseau, est de 11,9 °C et le cumul annuel moyen de précipitations est de 821,3 mm,. Pour l'avenir, les paramètres climatiques de la commune estimés pour 2050 selon différents scénarios d’émission de gaz à effet de serre sont consultables sur un site dédié publié par Météo-France en novembre 2022.

## Urbanisme

### Typologie
Au 1er janvier 2024, Montjoie-Saint-Martin est catégorisée commune rurale à habitat très dispersé, selon la nouvelle grille communale de densité à sept niveaux définie par l'Insee en 2022.
Elle est située hors unité urbaine et hors attraction des villes,.

### Occupation des sols
L'occupation des sols de la commune, telle qu'elle ressort de la base de données européenne d’occupation biophysique des sols Corine Land Cover (CLC), est marquée par l'importance des territoires agricoles (89,2 % en 2018), une proportion identique à celle de 1990 (89,2 %). La répartition détaillée en 2018 est la suivante : zones agricoles hétérogènes (38,4 %), prairies (27,5 %), terres arables (23,3 %), forêts (10,8 %). L'évolution de l’occupation des sols de la commune et de ses infrastructures peut être observée sur les différentes représentations cartographiques du territoire : la carte de Cassini (XVIIIe siècle), la carte d'état-major (1820-1866) et les cartes ou photos aériennes de l'IGN pour la période actuelle (1950 à aujourd'hui).

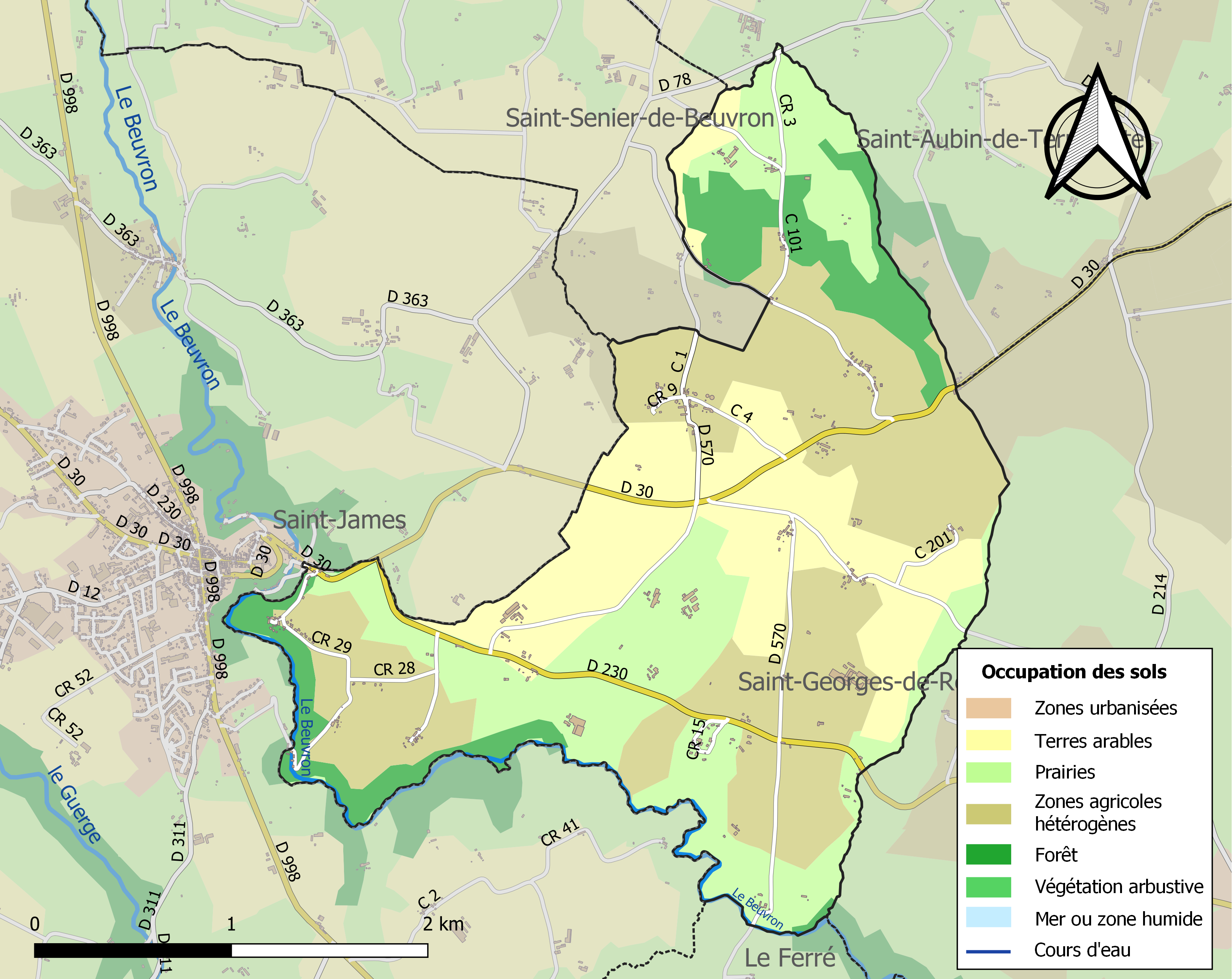
Carte des infrastructures et de l'occupation des sols de la commune en 2018 (CLC).

## Toponymie
Le toponyme est attesté sous les formes latinisées Monte-Gaudii au XIIe siècle, Monte Gaudi en 1369-1370.
Il s'agit d'une formation toponymique médiévale, l'ancien français montjoie désignant une « éminence caractéristique le long d'une route, le plus souvent un tumulus ou une construction analogue aux oratoires et servant de signal » ou encore un « petit monticule de pierres élevé le long d'un chemin et destiné soit à rappeler un événement heureux, soit à servir de point de repère sur une route ». Dans ce cas, il s'agit de la route du mont Saint-Michel.
Montjoie prend officiellement le nom de Montjoie-Saint-Martin en 1921, du nom du patron de la paroisse, Martin de Tours.
Le gentilé est Montjoyeux ou Montjoricien.

## Histoire
Les hauteurs de Montjoie, auxquelles la commune doit son nom, liées à la proximité du mont Saint-Michel, en ont fait un passage privilégié des pèlerins du mont Saint-Michel.

## Politique et administration
| Période                                  | Période   | Identité           | Étiquette | Qualité     |
| ---------------------------------------- | --------- | ------------------ | --------- | ----------- |
| 1926                                     | 1954      | Jean-Marie Besnard |           |             |
| 1954                                     | 1983      | Pierre Fouasse     |           |             |
| 1983                                     | mars 2008 | Maurice Baron      |           | Agriculteur |
| mars 2008                                | En cours  | Maurice Duhamel    | SE        | Employé     |
| Les données manquantes sont à compléter. |           |                    |           |             |

Le conseil municipal est composé de onze membres dont le maire et deux adjoints.

## Démographie
L'évolution du nombre d'habitants est connue à travers les recensements de la population effectués dans la commune depuis 1793. Pour les communes de moins de 10 000 habitants, une enquête de recensement portant sur toute la population est réalisée tous les cinq ans, les populations de référence des années intermédiaires étant quant à elles estimées par interpolation ou extrapolation. Pour la commune, le premier recensement exhaustif entrant dans le cadre du nouveau dispositif a été réalisé en 2006.
En 2022, la commune comptait 250 habitants, en évolution de +0,81 % par rapport à 2016 (Manche : −0,31 %, France hors Mayotte : +2,11 %).
Montjoie-Saint-Martin a compté jusqu'à 648 habitants en 1806 et 1841.
| 1793 | 1800 | 1806 | 1821 | 1831 | 1836 | 1841 | 1846 | 1851 |
| ---- | ---- | ---- | ---- | ---- | ---- | ---- | ---- | ---- |
| 644  | 641  | 648  | 638  | 622  | 600  | 648  | 636  | 630  |

| 1856 | 1861 | 1866 | 1872 | 1876 | 1881 | 1886 | 1891 | 1896 |
| ---- | ---- | ---- | ---- | ---- | ---- | ---- | ---- | ---- |
| 597  | 618  | 570  | 506  | 610  | 549  | 510  | 514  | 492  |

| 1901 | 1906 | 1911 | 1921 | 1926 | 1931 | 1936 | 1946 | 1954 |
| ---- | ---- | ---- | ---- | ---- | ---- | ---- | ---- | ---- |
| 480  | 449  | 407  | 399  | 397  | 354  | 379  | 363  | 329  |

| 1962 | 1968 | 1975 | 1982 | 1990 | 1999 | 2006 | 2011 | 2016 |
| ---- | ---- | ---- | ---- | ---- | ---- | ---- | ---- | ---- |
| 339  | 322  | 288  | 285  | 268  | 263  | 270  | 271  | 248  |

| 2021 | 2022 | - | - | - | - | - | - | - |
| ---- | ---- | - | - | - | - | - | - | - |
| 245  | 250  | - | - | - | - | - | - | - |

## Lieux et monuments

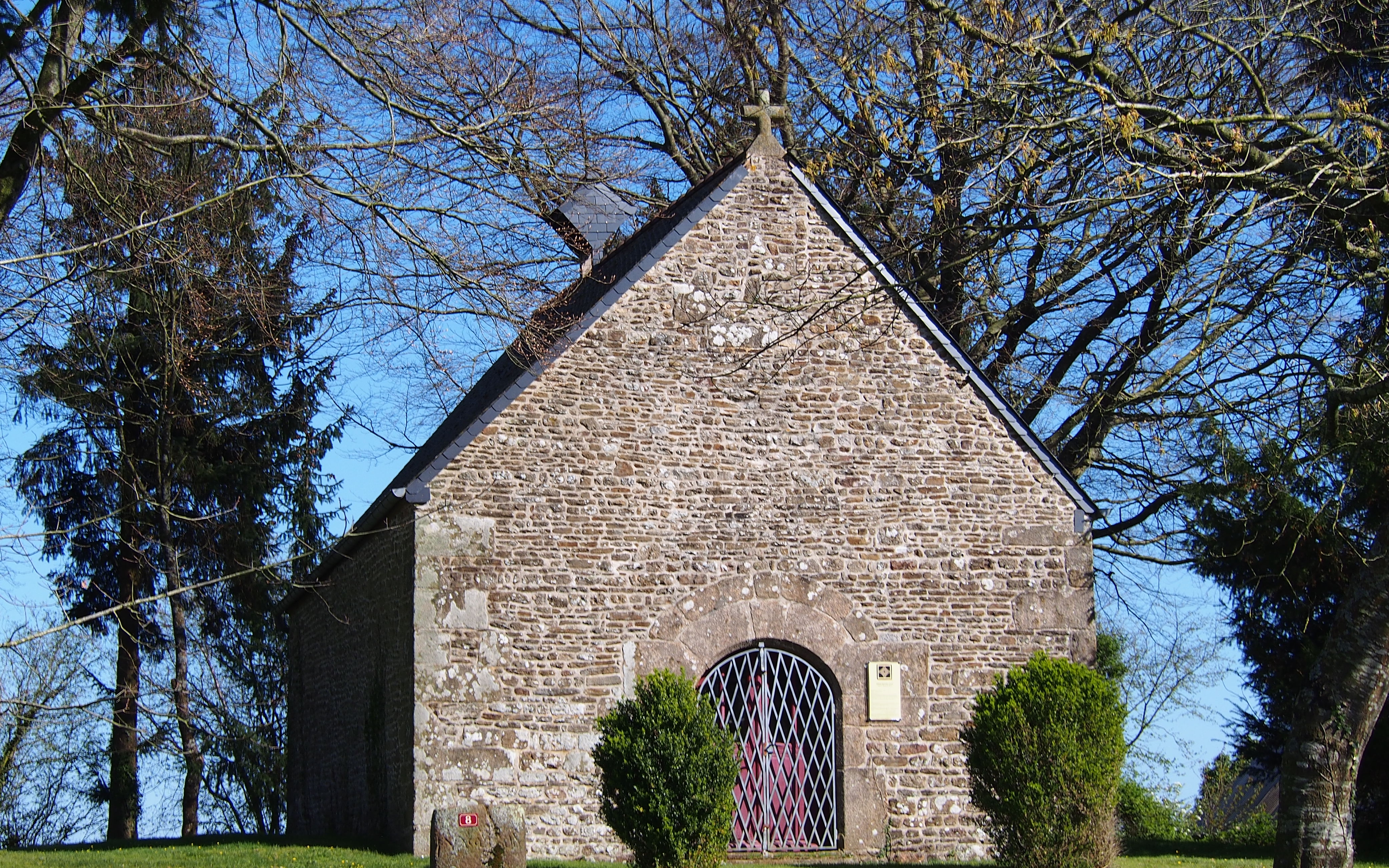
La chapelle Saint-Denis.

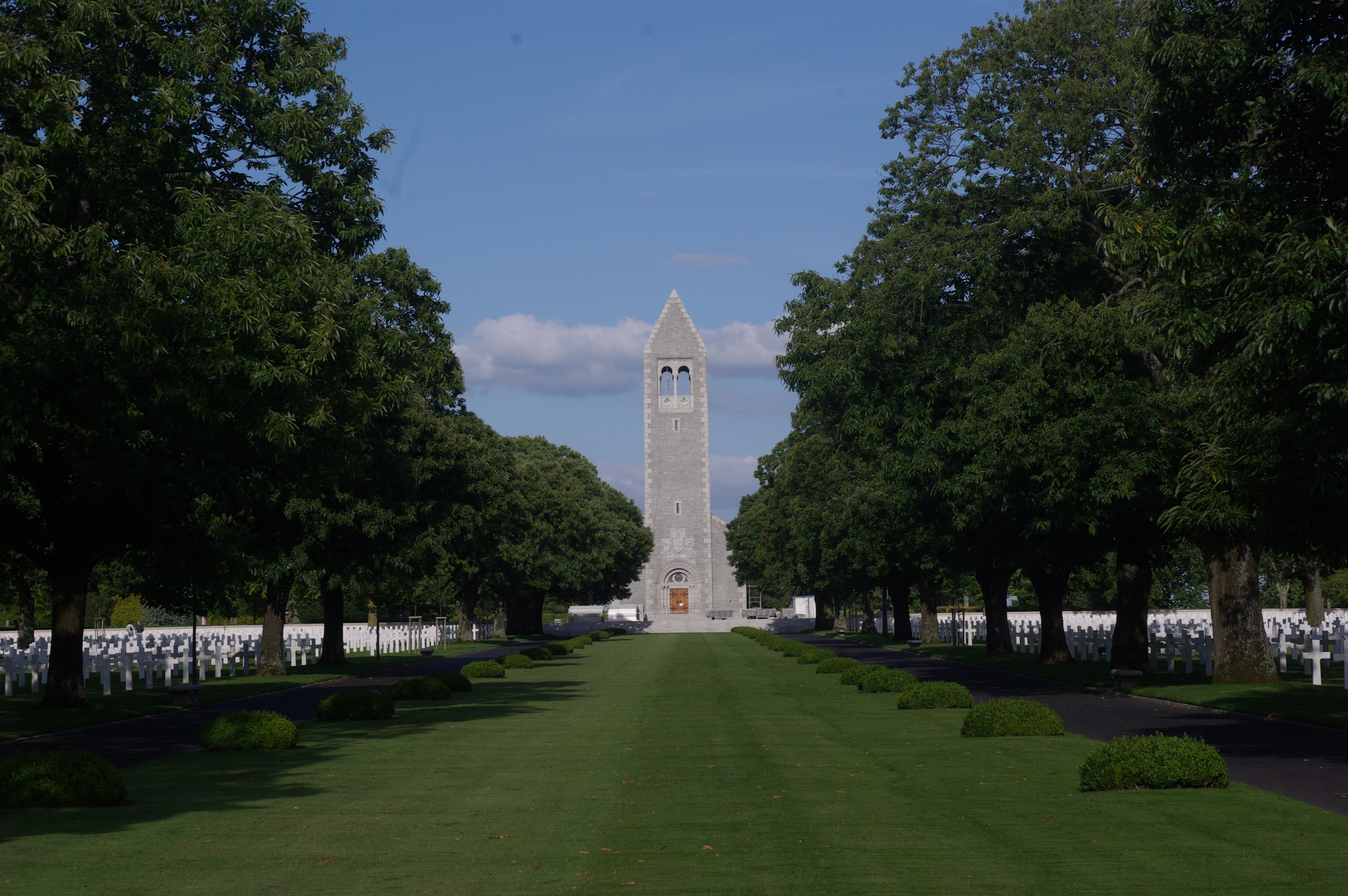
Le cimetière militaire américain de Saint-James.

- Chapelle Saint-Denis (XVIIe – XVIIIe siècles), lieu de pèlerinage. Elle abrite un autel (XVIIe), des statues (XVIIe-XVIIIe) dont saint Roch et son chien et saint Elothéore, un tableau saint Joseph portant l'Enfant Jésus (XIXe)[34].
- Église Saint-Martin (XVIIe – XVIIIe siècles) avec un clocher à toit en bâtière. Elle abrite un maître autel (XVIIIe), Antependium l'Agneau mystique (XVIIIe), une Vierge à l'Enfant (XIXe), une statue de saint Martin (XVIIe)[34].
- Cimetière militaire américain de Saint-James, situé intégralement sur la commune de Montjoie.
- Le carré militaire marocain situé dans le cimetière de l'église Saint-Martin : en octobre 2009, huit tombes de soldats musulmans appartenant à la célèbre 2e division blindée du général Leclerc, morts pour la France au cours des combats qui ont suivi le débarquement de Normandie, ont été profanées et recouvertes d'inscriptions néo-nazies[35].
- Croix de cimetière et dalles funéraires (1718).
- Calvaire et nombreuses croix de chemin (XVIIe au XXe siècle)
- Panorama sur la baie du mont Saint-Michel, avec table d'orientation.
- Manoir de Mainfray (XVIe siècle).
- Musée de l’outil des métiers du bois.
- Table d'orientation à l'église.

## Activité et manifestations
- Fête communale en juin[36].